# Dubăsari
Dubasari (en rumano: Dubăsari; en ruso: Дубоссары, romanizado: Dubossari; en ucraniano: Дубоcсари, romanizado: Dubossari) es una ciudad ubicada la orilla oriental de río Dniéster, parte de la parcialmente reconocida República de Transnistria, y capital del distrito homónimo, aunque de iure pertenece a Moldavia. En Dubăsari está la mayor central hidroeléctrica de la República de Moldavia.

## Toponimia
El origen del nombre de la ciudad es la forma plural de la palabra arcaica rumana dubăsar ("barquero"), un derivado de dubă ("un pequeño bote de madera"), por lo que "Dubăsari" significa "barqueros".

## Geografía
Se encuentra a una altitud de 39 m sobre el nivel del mar. 

## Historia
| Pertenencias históricas |
| - República de las Dos Naciones: 1609-1672 - Corona de Polonia ———————————————————————————— - Imperio Otomano: 1672-1699 ———————————————————————————— - República de las Dos Naciones: 1699-1793 - Corona de Polonia ———————————————————————————— - Imperio ruso: 1793-1917 ———————————————————————————— - República rusa: 1917 ———————————————————————————— - República Popular ucraniana: 1917-1919 ———————————————————————————— - Unión Soviética: 1919-1941 - RSS de Ucrania (1919-1924) - RASS de Moldavia (1924-1940), parte de la RSS de Ucrania - RSS de Moldavia (1940-1941) - RSS de Moldavia (1944-1991) ———————————————————————————— - Reino de Rumania: 1941-1944 - Gobernación de Transnistria ———————————————————————————— - Unión Soviética: 1944-1991 - RSS de Moldavia (1944-1991) ———————————————————————————— - Moldavia (de iure)/ Transnistria (de facto): desde 1991 |

Cerca de Dubăsari se descubrieron artefactos de la Edad de Piedra y numerosos kurganes, presumiblemente escitas, se encuentran en la zona.
Hay documentos que atestiguan la localidad desde 1523, entonces perteneciente al reino de Polonia, pero bajo la administración de gobernantes moldavos. En 1772 Dubăsari Noi pasa a la posesión del Imperio Ruso y recibe el estatus de ciudad. En el año 1780 fue construida la iglesia catedral de la Asunción con la bendición del Metropolitano Daniel. Una iglesia existió hasta 1809, cuando en su lugar se construyó una iglesia de piedra. En documentos del siglo XIX la ciudad aparece con el nombre de Dubăsari Noi, teniendo como principal actividad el comercio de madera y tabaco.
El asesinato de un niño ucraniano, Mijáil Rybachenko, en Dubăsari se convirtió en uno de los detonantes del pogromo de Kishinev después de que el periódico Bessarabetz insinuara que había sido asesinado por la comunidad judía con el propósito de usar su sangre en la preparación de matzá para Pésaj. A diferencia de Kishinev, las autoridades de Dubăsari actuaron para evitar el pogromo en la ciudad.
El período 1917-1945 fue particularmente trágico porque se sucedieron: la revolución rusa, la invasión alemana consecutiva al tratado de Brest-Litovsk, la guerra civil rusa, la colectivización forzada, el hambre estalinista, la persecución de fugitivos por los guardias de fronteras soviéticos y el NKVD, la Segunda Guerra Mundial y el exterminio de los judíos. 
Entre 1941 y 1944 Dubăsari fue nombrada capital del efímero distrito rumano de Dubăsari. Sólo después de 1956, con la desestalinización, la paz y la tranquilidad volvieron a la ciudad, cuya población había disminuido en las décadas anteriores, pero volvió a aumentar en los años siguientes a la construcción de la central hidroeléctrica (48 MW).
Durante el conflicto de Transnistria, la junta (soviet) urbana de Dubăsari se declaró a favor de los separatistas de Tiráspol (49 votos de un total de 86), mientras que la junta del distrito se declaró por las autoridades de Moldavia. Desde entonces, el distrito de Dubăsari está dividido entre estas dos autoridades, siendo Dubăsari la capital del partido separatista. Por desgracia, esta situación tiene un efecto aislante económicamente.

## Demografía
La evolución demográfica de Dubăsari entre 1939 y 2019 fue la siguiente:
| 9371                                 | 4520 | 32 400 | 35 800 | 23 650 | 25 714 | 25 060 | 22 800 |
| (Fuente: Population of Transnistria) |      |        |        |        |        |        |        |

Según estimación de 2010, la ciudad contaba con una población de 19.506 habitantes.
La población de la ciudad a 1 de enero de 2014 ascendía a 25.060 personas (incluidos los minidistritos de Bolshói Fontán, Lunga, Korzhevo y Magala). En 2010, vivían en la ciudad 25.714 personas. En comparación con los datos del año 1987 (una población de 32.000 personas) la población disminuyó en 7000 personas.
La composición étnica de la ciudad (según el censo de 2004) era:
|              | 1939      | 1939       | 2004      | 2004       |
| Grupo étnico | Población | Porcentaje | Población | Porcentaje |
| ------------ | --------- | ---------- | --------- | ---------- |
| Moldavos     | 506       | 11,20%     | 8942      | 37,81%     |
| Rusos        | 990       | 21,90%     | 5891      | 24,91%     |
| Ucranianos   | 792       | 17,52%     | 8062      | 34,09%     |
| Polacos      | 3         | 0,07%      | -         | -          |
| Búlgaros     | 4         | 0,09%      | 104       | 0,44%      |
| Bielorrusos  | -         | -          | 153       | 0,65%      |
| Gagaúzos     | -         | -          | 66        | 0,28%      |
| Alemanes     | 5         | 0,11%      | 39        | 0,16%      |
| Judíos       | 2198      | 48,63%     | 46        | 0,19%      |
| Otros        | 22        | 0,49%      | 347       | 1,47%      |
| Total        | 4520      | 100%       | 23 650    | 100,00%    |

## Infraestructura

### Economía
La ciudad cuenta con una fábrica de pieles, una fábrica de prendas de vestir, una planta de hormigón armado, una fábrica de tabaco de fermentación y una bodega "Ramo de Moldavia". En Dubăsari está la mayor central hidroeléctrica de la República de Moldavia. En las afueras de Dubăsari hay minas para la extracción de carbón. Hay 5 escuelas y 2 escuelas vocacionales en la ciudad. En la época soviética, las afueras de la ciudad representaban un área recreativa desarrollada de importancia nacional. La economía de la ciudad sufrió pérdidas significativas durante la guerra de Transnistria de 1992.

## Galería

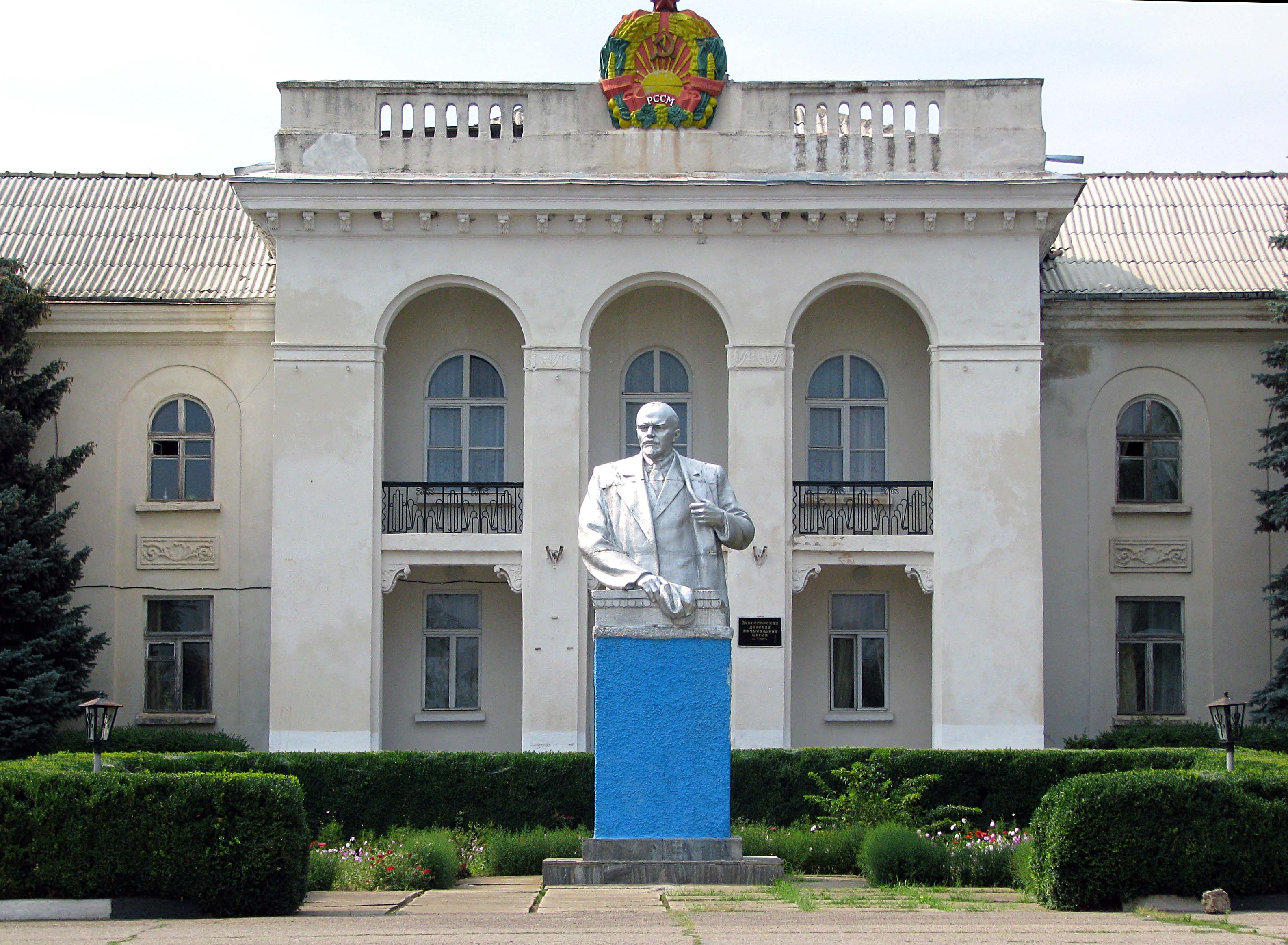
Edificio de estética soviética y estatua de Lenin
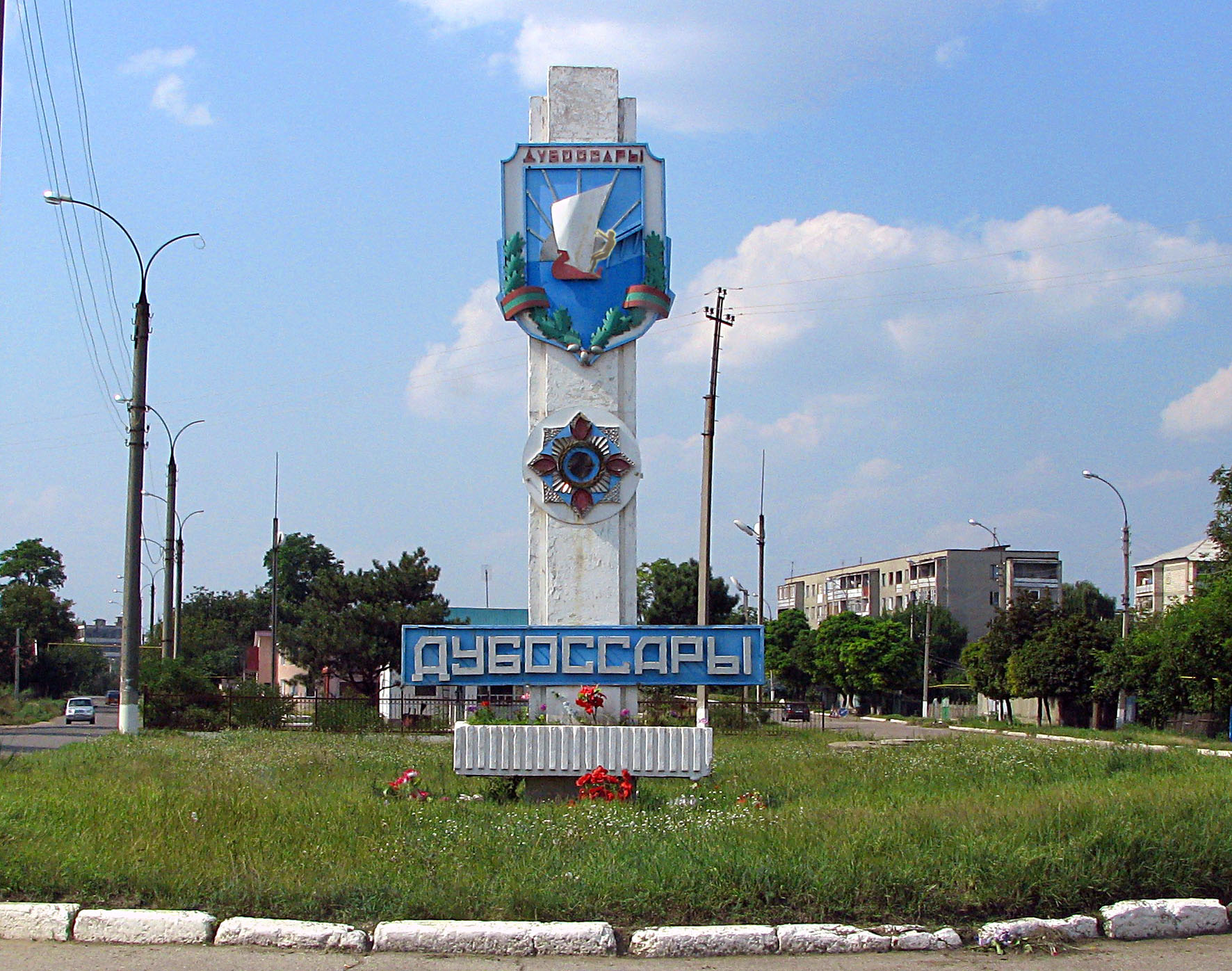
Señal de entrada a Dubăsari
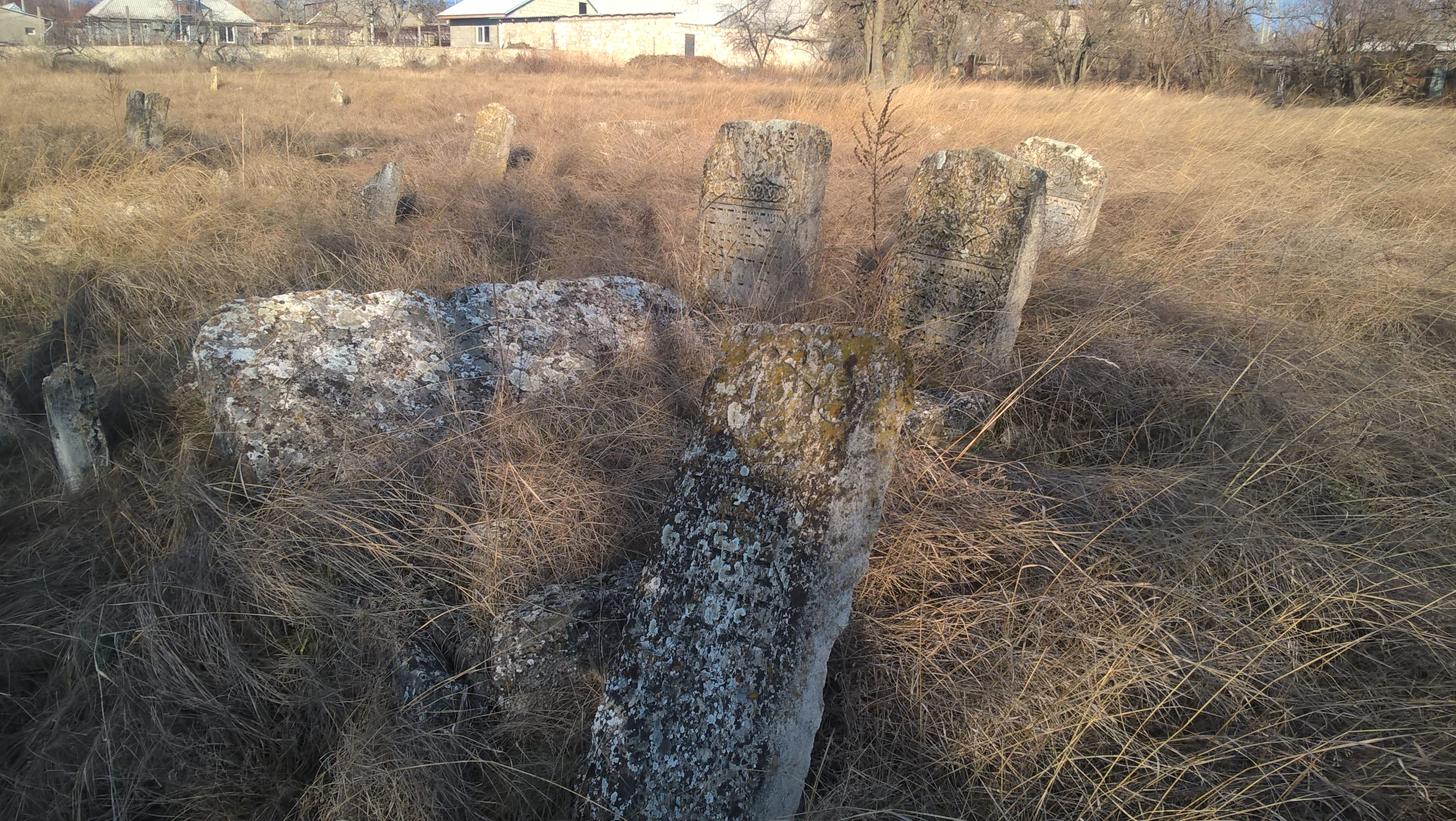
Cementerio judío de Dubăsari
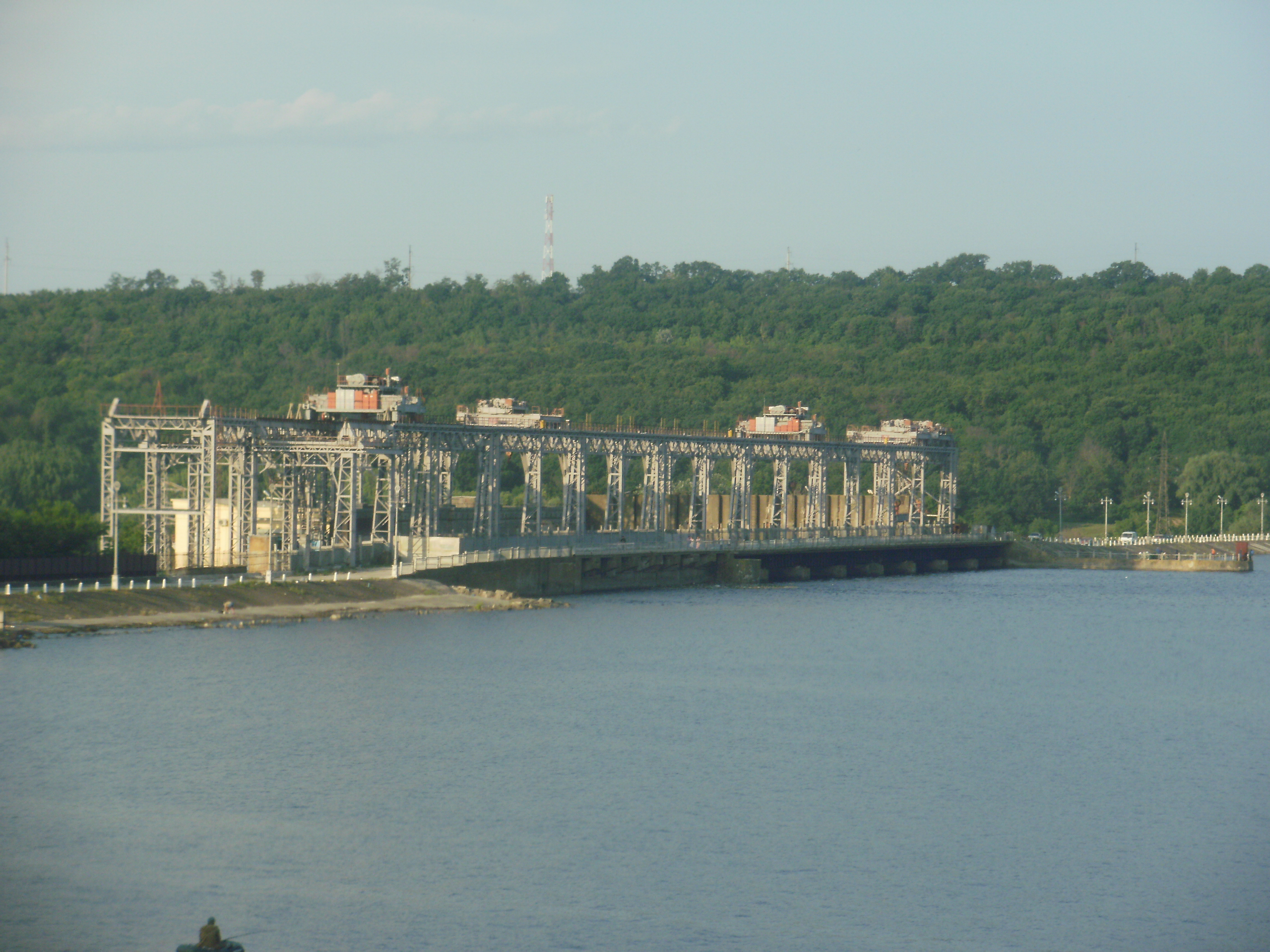
Central hidráulica de Dubăsari

## Personajes ilustres
- Nikolai Sklifosovsky (1836-1904): psicólogo y cirujano ruso que dio clases en Kiev o San Petersburgo.

- Piotr Rachkovski (1853-1910): jefe del Ojrana, servicio secreto de la Rusia imperial, que estuvo asentado en París (1885-1902).
- Yosef Baratz (1890-1968): activista sionista y político israelí, miembro de la Knéset por Mapai.
- Mykhaylo Okhendovsky (1973): abogado ucraniano y expresidente de la comisión central electoral de Ucrania. and
- Igor Pugaci (1975): exciclista profesional moldavo.
- Anna Odobescu (1991): cantante moldava que representó a Moldavia en el Festival de Eurovisión 2019 en Tel Aviv, Israel.

## Ciudades hermanadas
Dubăsari está hermanada con las siguientes ciudades:
- Bender, Transnistria, Moldavia
- Chéjov, Rusia